# Edgecomb Lee Jones
Edgecomb Lee Jones (Chicago, 14 novembre 1874 – 12 agosto 1937) è stato un golfista statunitense.

## Carriera
Jones partecipò al torneo individuale di golf ai Giochi olimpici di Saint Louis 1904, in cui giunse settantaquattresimo.